# Gonzalo de Illescas
Gonzalo de Illescas (Dueñas, 1521 - ibídem, 1574) fue un historiador español.

## Historia
Estudió en el colegio de San Agustín de Dueñas, villa palentina que ejercía como cabeza de los estados señoriales del linaje Acuña, quienes ejercieron una importante labor de protección y fomento de las artes y las letras, por lo que Illescas contó a lo largo de su carrera con el apoyo de Fadrique de Acuña, V conde de Buendía. Posteriormente pasó a Salamanca, donde acabó licenciándose y doctorándose en cánones en la Universidad de Salamanca. 
Desde 1550 figura como secretario personal de Alonso de Aragón, grande de la Corona de Aragón y embajador en Venecia, con el que viajará por Italia y Francia conociendo a algunos personajes notables. Tras la muerte de su protector en 1552, se refugia de nuevo en Dueñas, donde escribirá Historia Pontifical y publicará la primera parte en 1565 en la imprenta de Bernandino de Santo Domingo de Dueñas, que entonces contaba con 3.800 habitantes.
Fue abad de San Frontes y beneficiado de Dueñas. Tradujo obras del latín y compuso e imprimió en varias partes una Historia pontifical y cathólica que da cuenta de todas las vidas de los papas desde San Pedro a Benedicto XI, después cambia a una historia de los reyes de Castilla y de Portugal hasta su propio tiempo, incluidos los visigodos. Está escrita con rigor y cuenta con la estima de literatos e historiadores. Los volúmenes primero a tercero fueron impresos en Salamanca: Domingo de Portonariis, 1569. Fray Marcos de Guadalajara y Javier continuó la obra con una Quinta parte, Madrid, 1652.